# オランダ国立軍事博物館
オランダ国立軍事博物館 (オランダこくりつぐんじはくぶつかん、オランダ語: Nationaal Militair Museum (NMM)) は、オランダのユトレヒト州スストのスーステルベルグにある国立の軍事博物館である。
2014年に、旧スーステルベルグ航空基地敷地内のオランダ空軍博物館と、南ホラント州デルフトのオランダ陸軍博物館が統合される形で開設された。

## 歴史
2000年頃までに、デルフトの陸軍博物館とスーステルベルグの空軍博物館の展示スペースや研究整備用スペースについて不十分ではないかという意見が出され、2001年にアメルスフォールトに新しい統合軍事博物館を設立する計画が立てられ、2003年に議会の承認が得られた。2003年にスーステルベルグ航空基地の閉鎖が決まった後も、しばらくこの計画は維持されていた。
2006年7月に、スーステルベルグ航空基地の跡地を活用し、空軍博物館を拡張する形で新しい軍事博物館が開設される事が決定し、2010年に博物館建設の入札が行われ、2012年に国防省と請負業者との間で契約が締結された。2013年に新博物館の建設が開始され、陸軍博物館と空軍博物館はそれぞれ一旦閉館された。
2014年12月11日にオランダ国立軍事博物館 (オランダ語: Nationaal Militair Museum (NMM)) はウィレム＝アレクサンダー国王により開館が宣言され、12月13日より一般公開された。

## 展示品

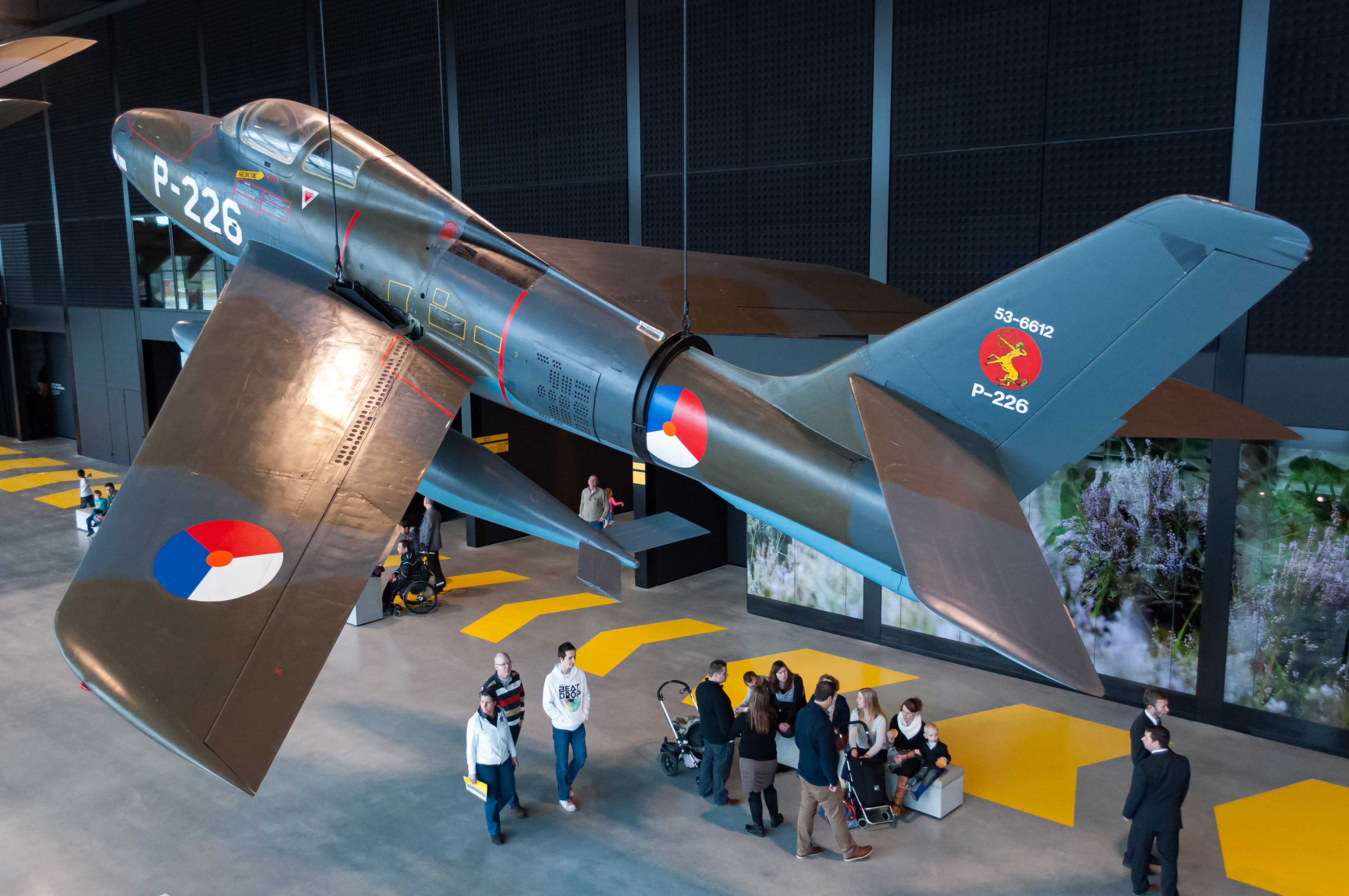
F-84F
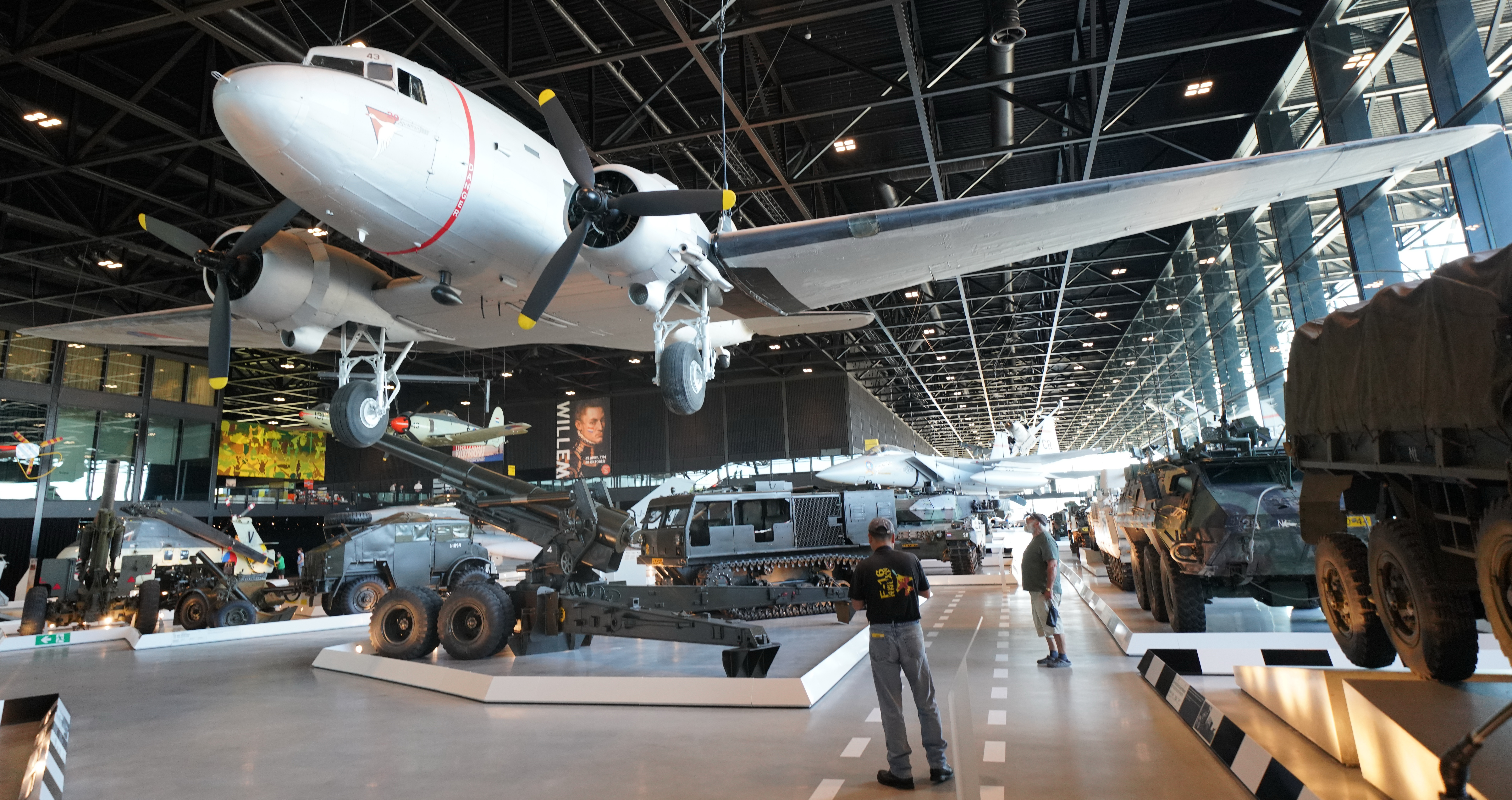
C-47
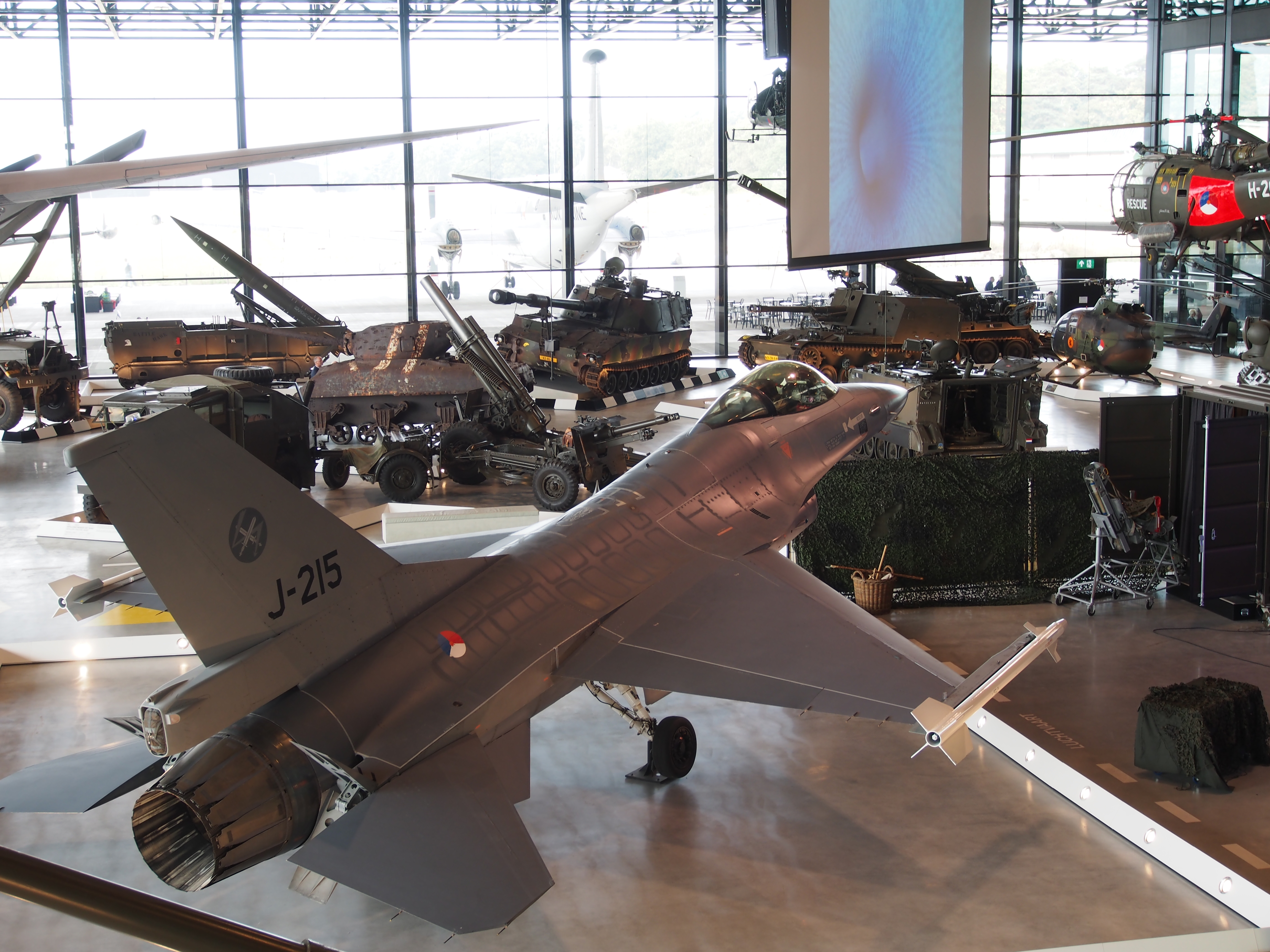
F-16A
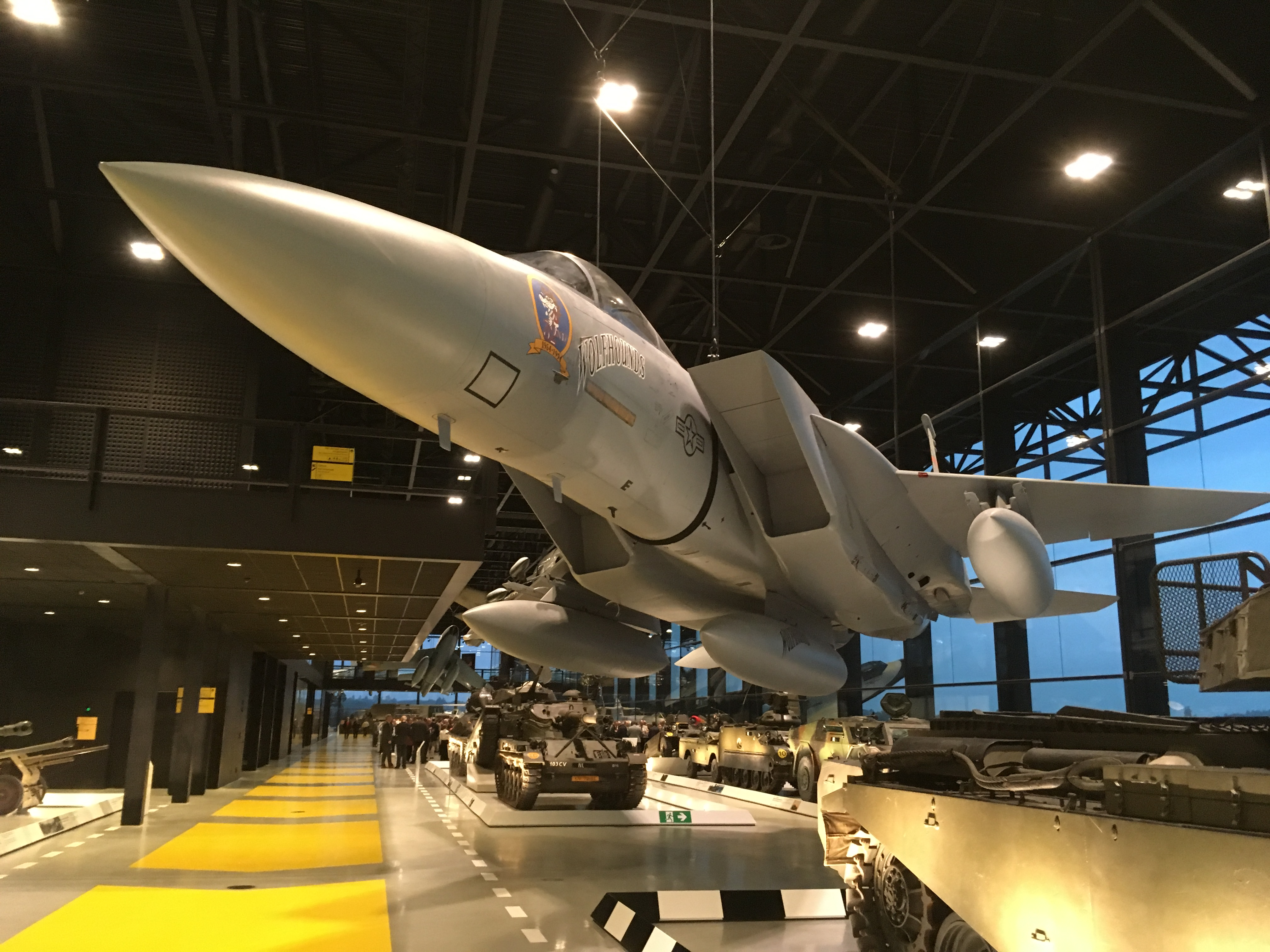
F-15A
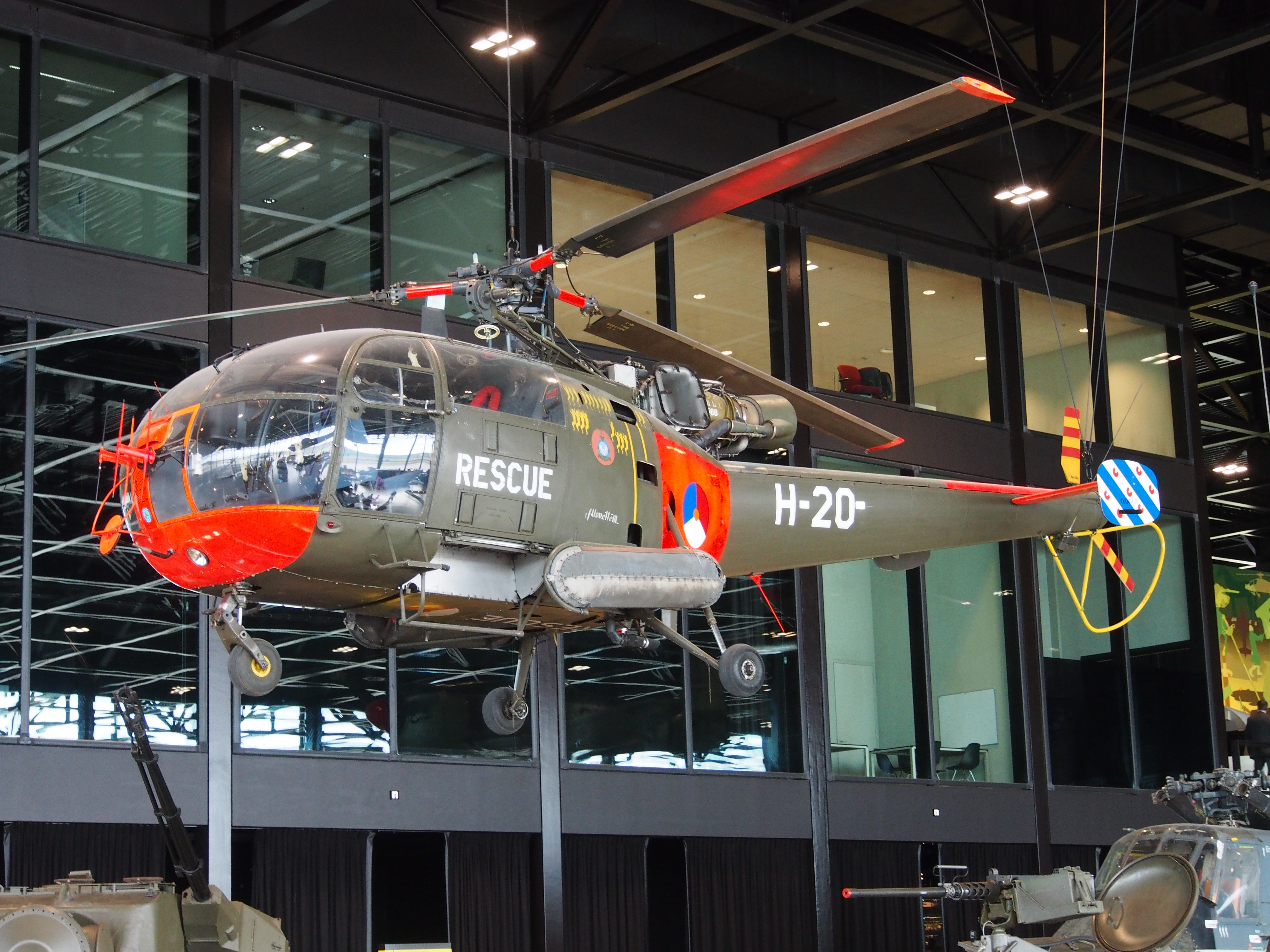
アルエット III

NMMには、石器時代の矢尻から中世の鎧や剣、そして近代の航空機/軍用機、小火器/重火器、軍用車両/戦車に至る約40万点の展示収蔵品がある。
これらの展示品のほとんどは古代から現代までのオランダの軍で使用されてきた武器や兵器であるが、第二次世界大戦中にオランダを占領していたドイツ軍がオランダに配備していたV1飛行爆弾やV2ロケットなども展示されている。
- 戦車、軍用車両

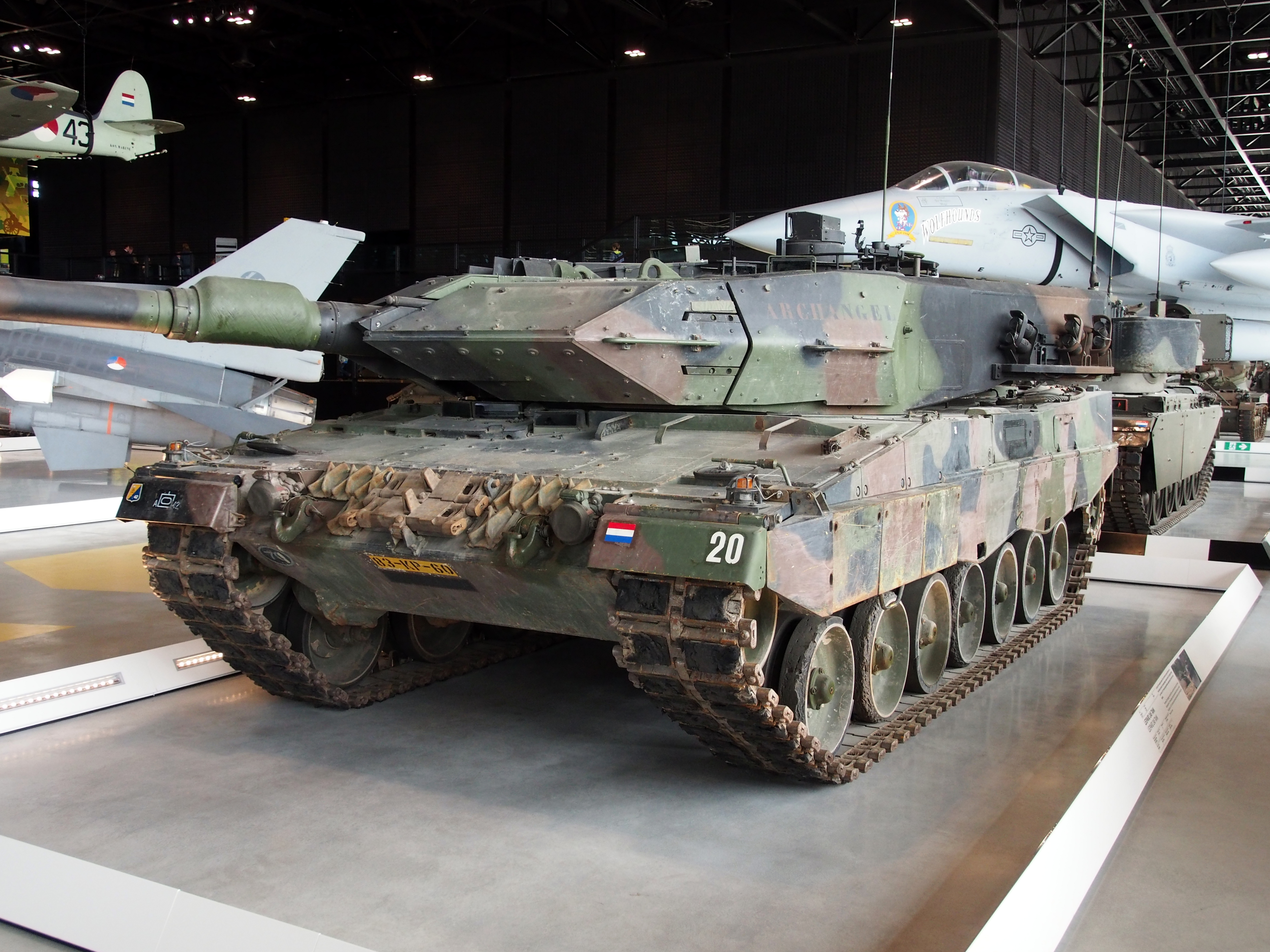
レオパルト2A6
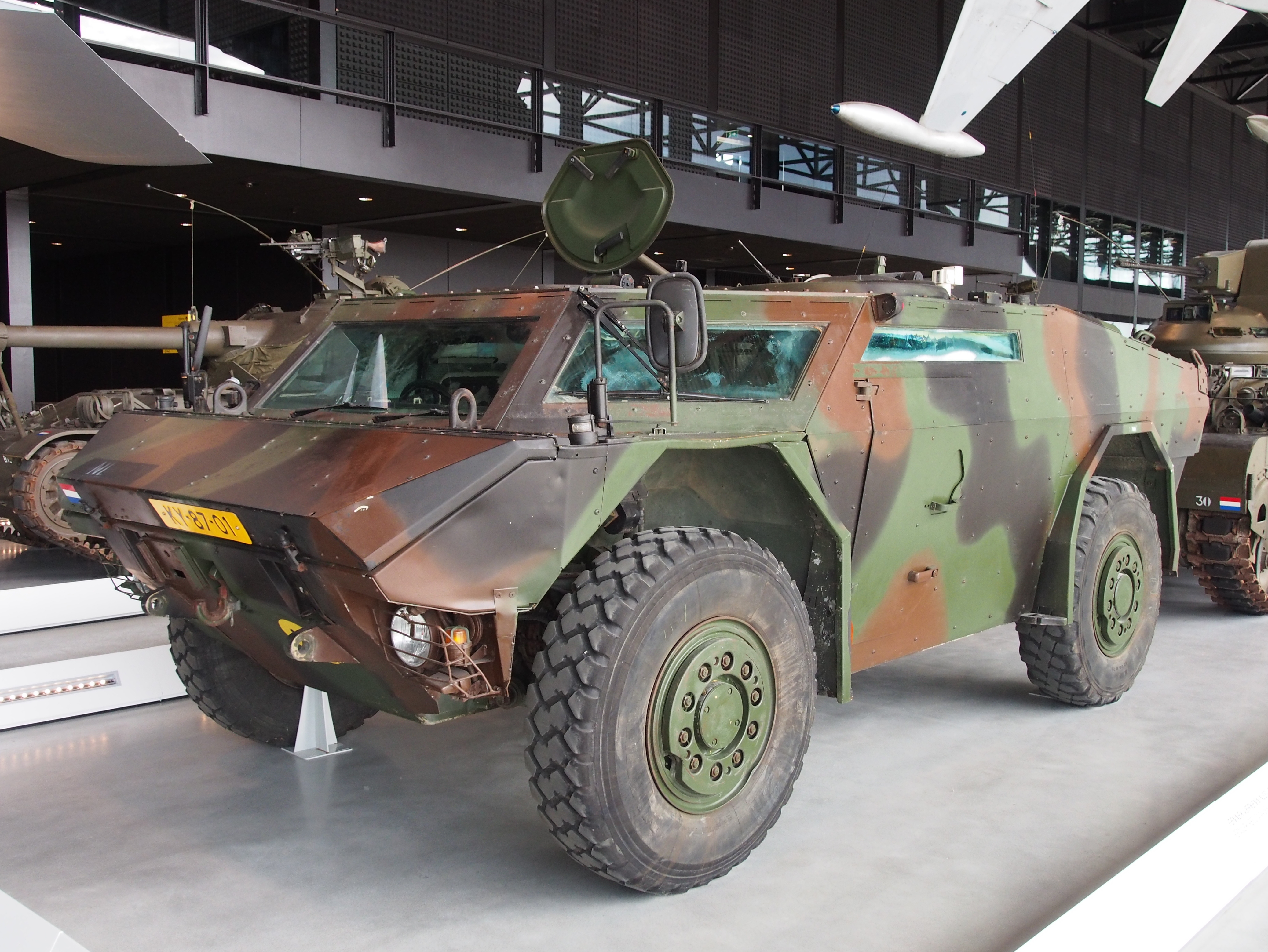
フェネック偵察車
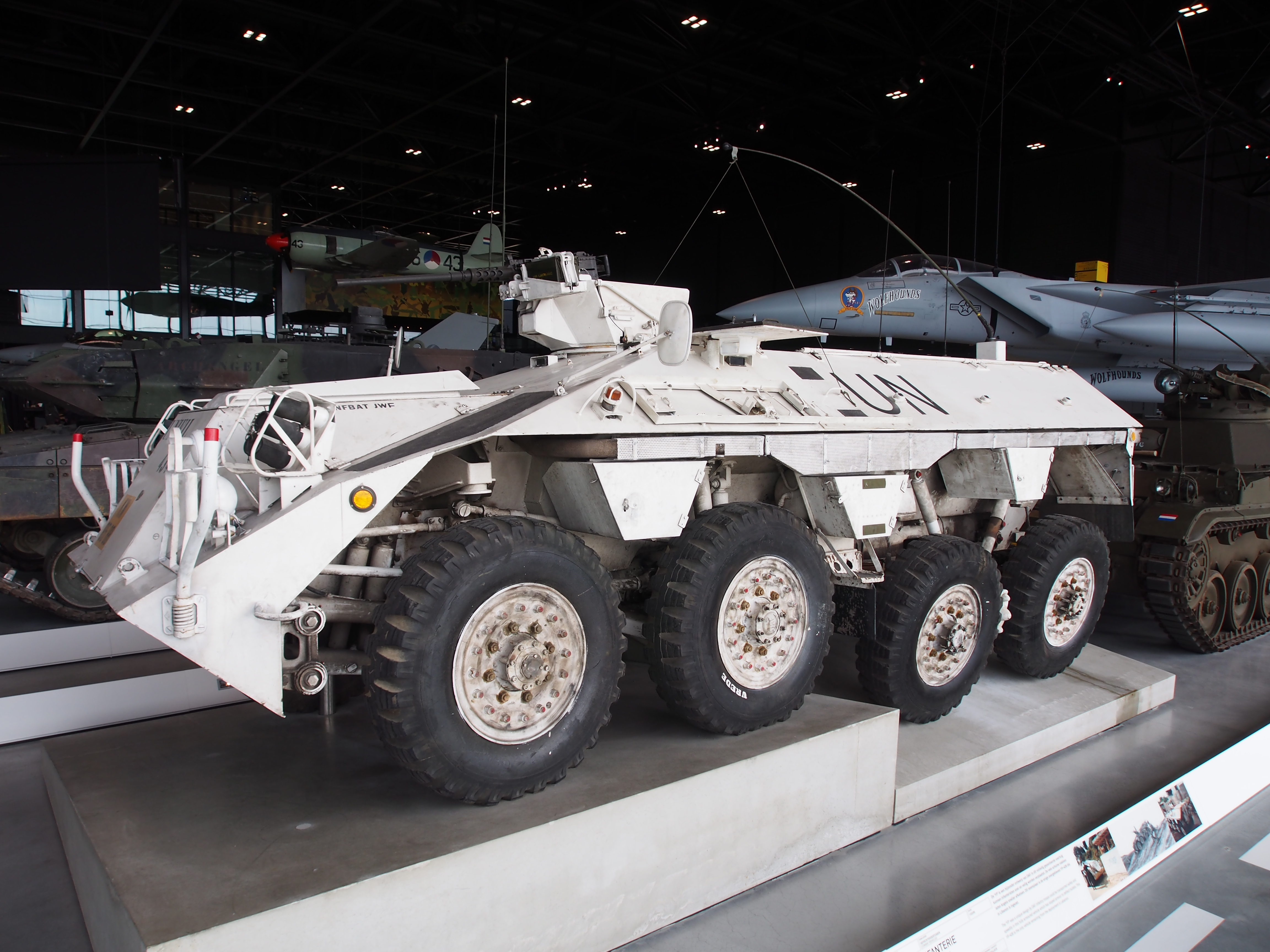
DAF YP-408
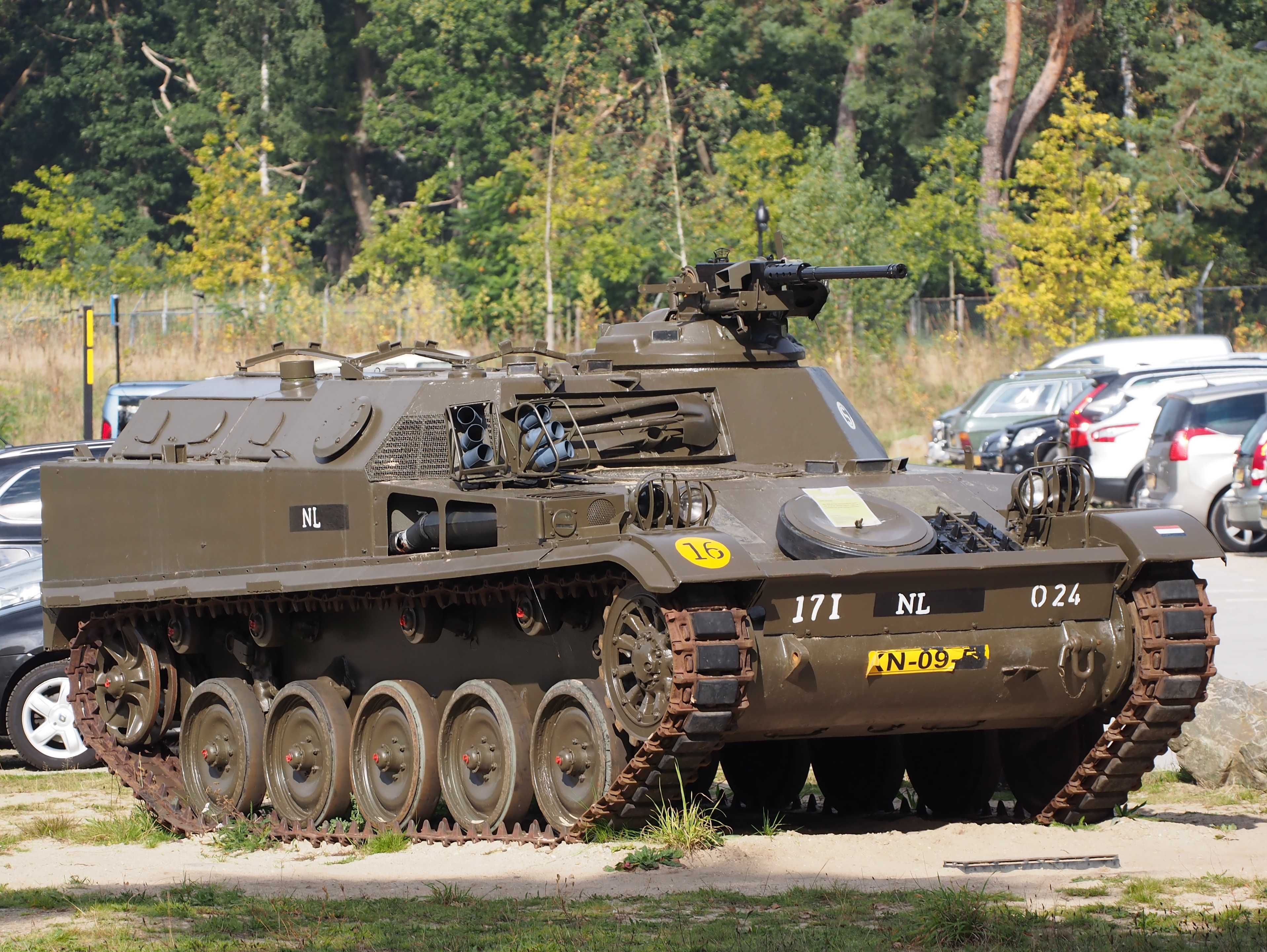
AMX-VCI
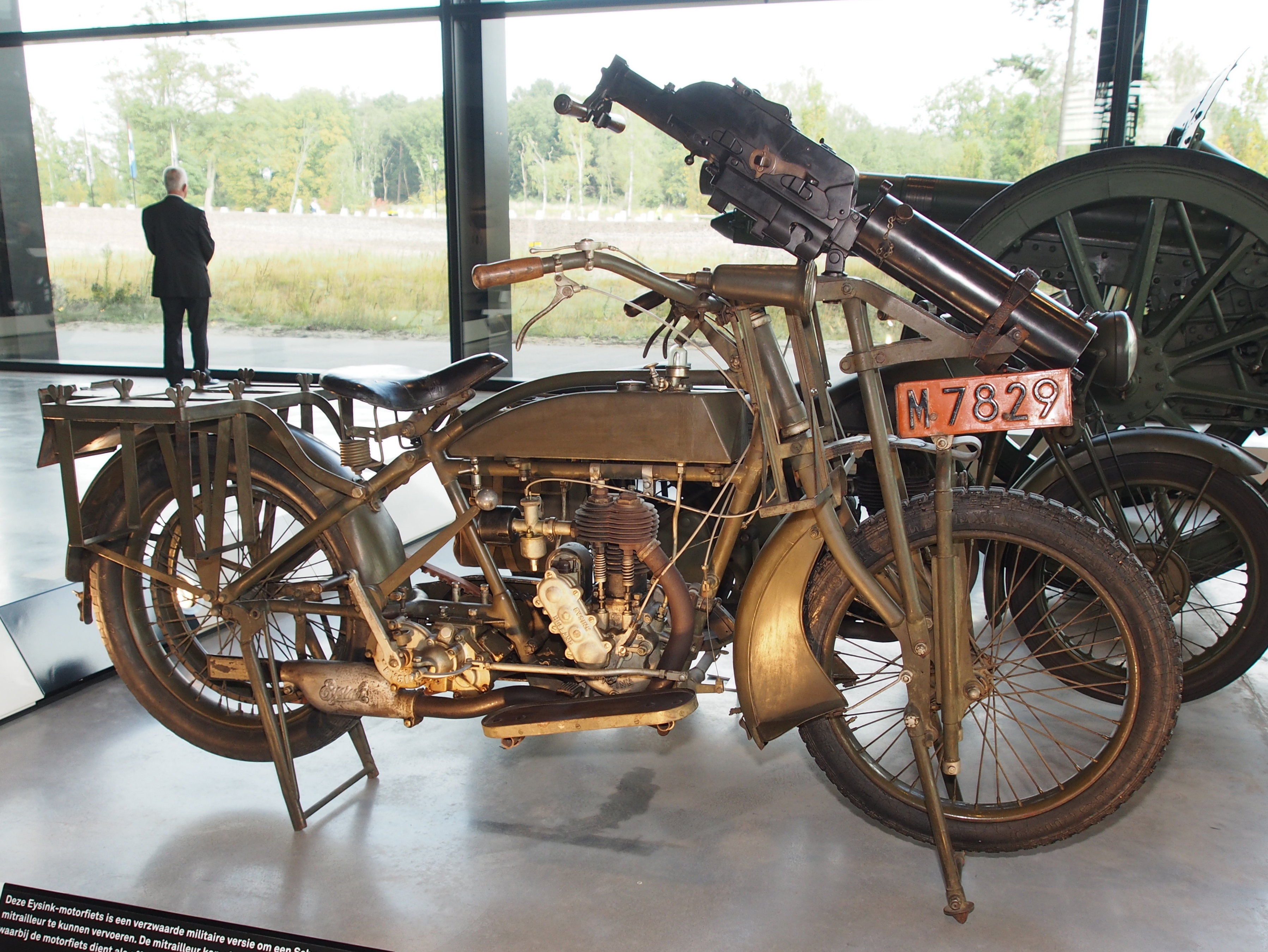
機関銃を装着した軍用バイク

- ロケット兵器、ミサイル類

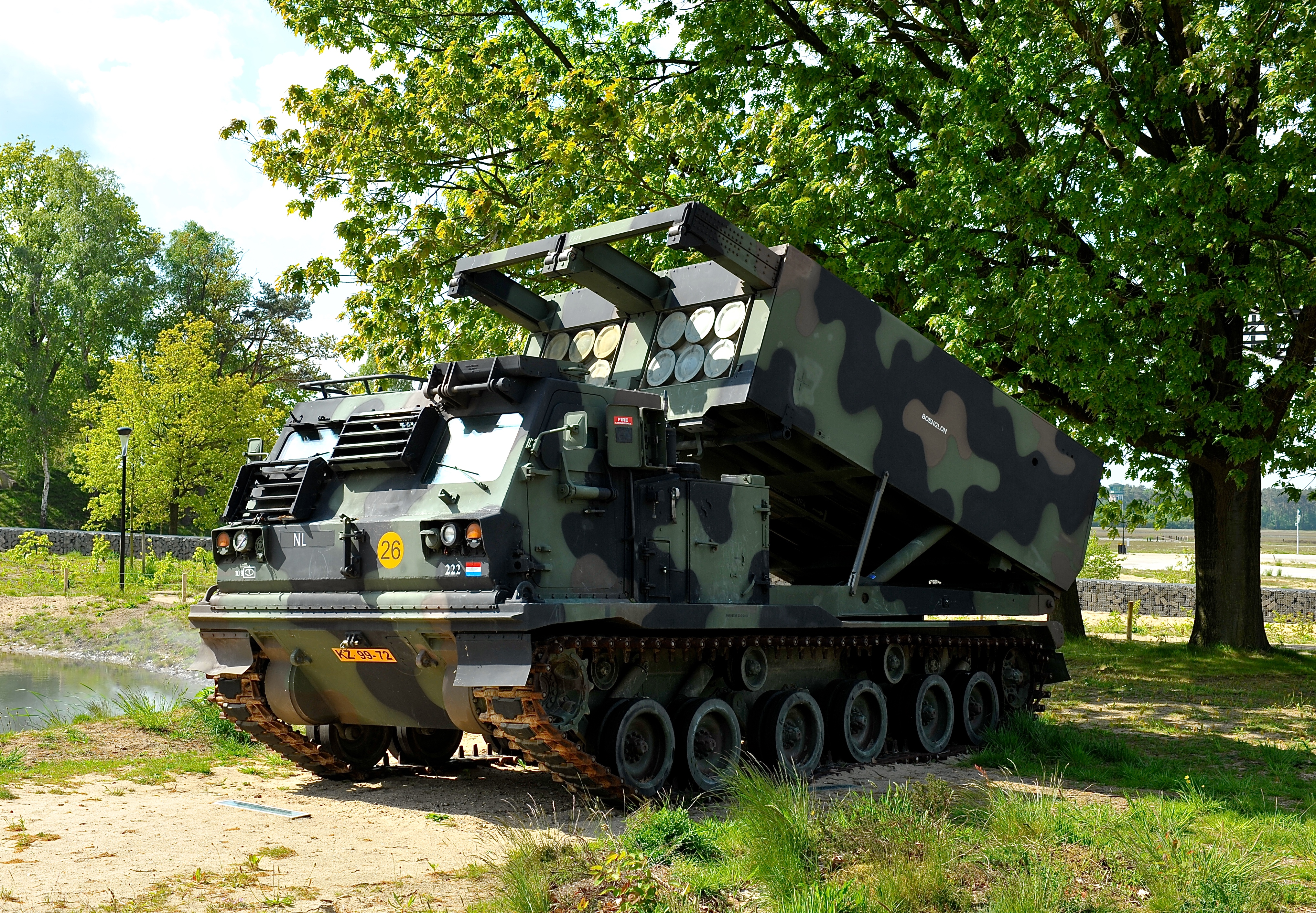
M270 MLRS
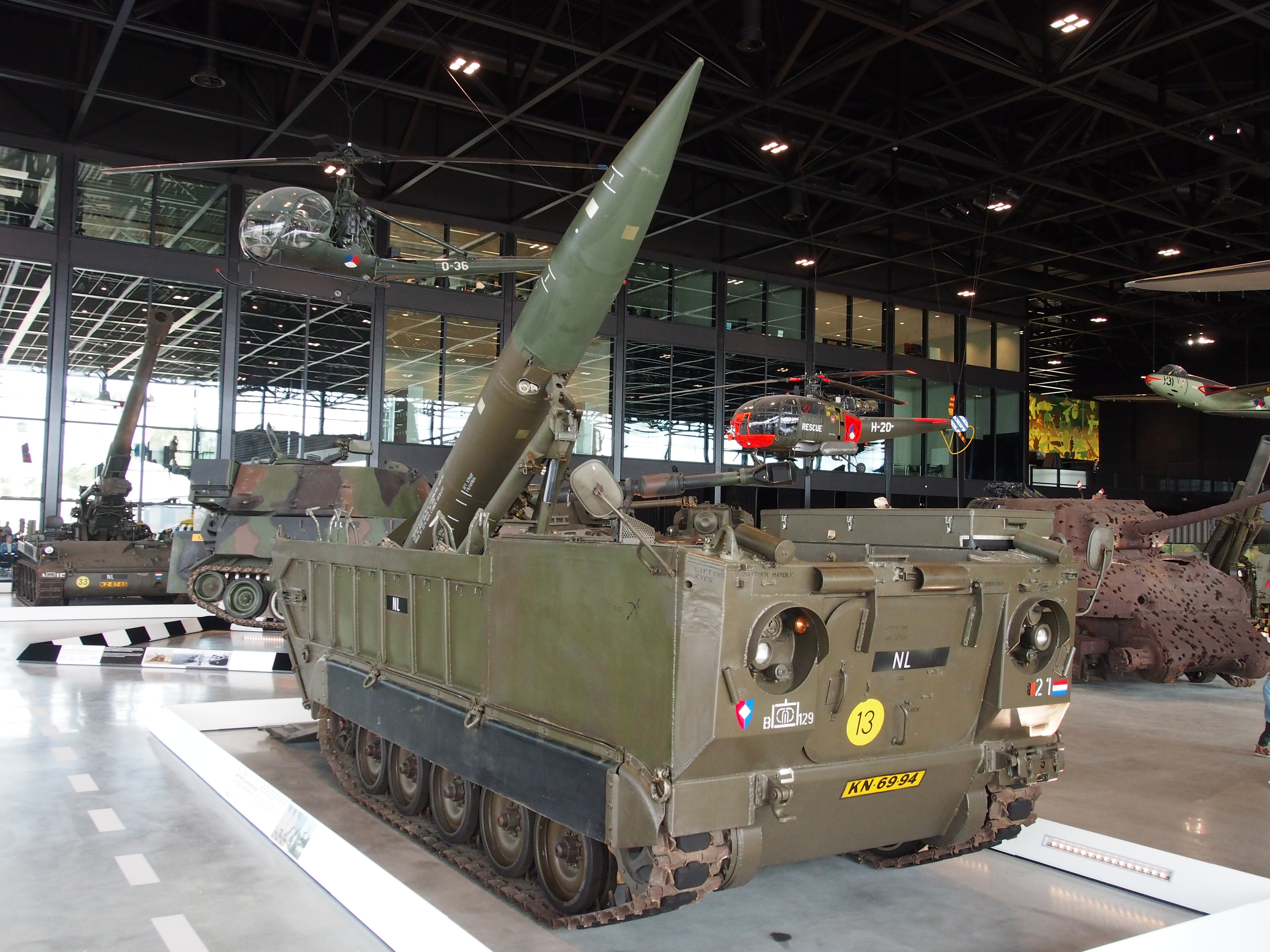
MGM-52 ランス
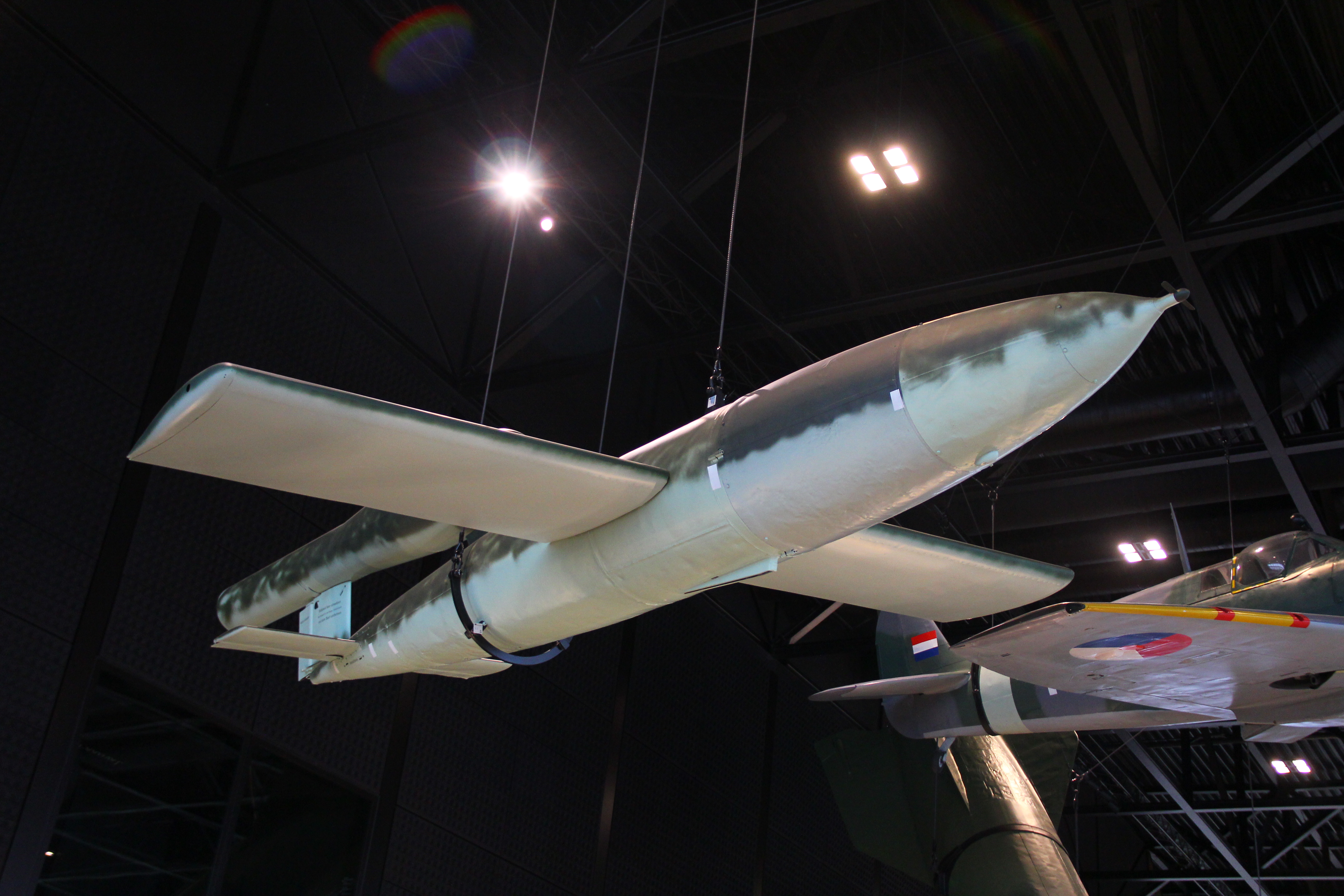
V1飛行爆弾
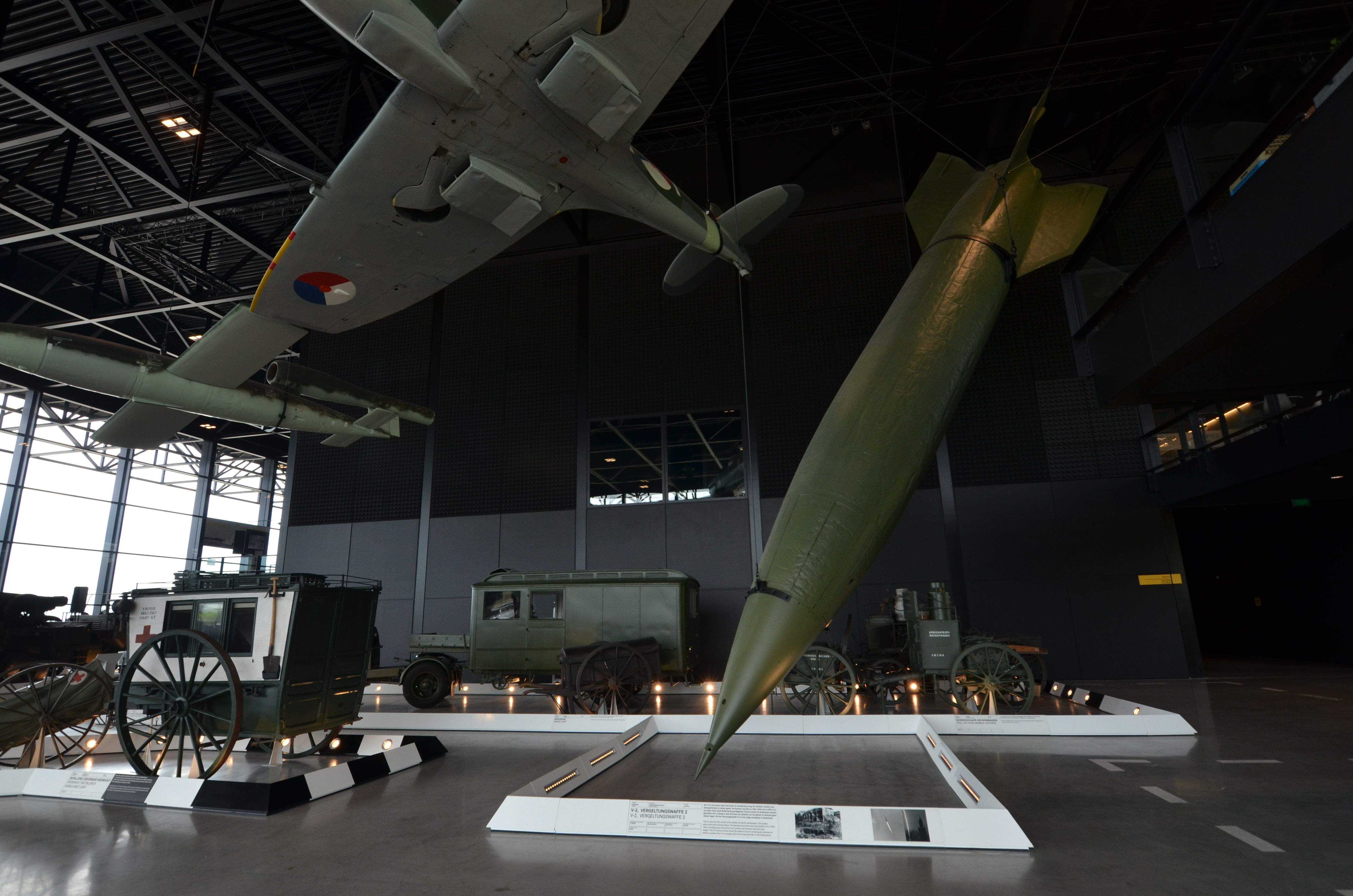
V2ロケット

- 航空機、軍用機

- F-84F
- C-47
- F-16A
- F-15A
- アルエット III